# Stepstone
Stepstone (inizialmente Productivity Products International) è stata una compagnia software fondata nel 1983 da Brad Cox e Tom Love, conosciuti nell'ambiente dell'informatica per aver originariamente sviluppato il linguaggio di programmazione Objective C, un'estensione ad oggetti del C.
Nell'aprile del 1995 NeXT acquisì il marchio ed i diritti dell'Objective C da Stepstone. Nel contempo Stepstone ottenne la licenza da NeXT per poter continuare a vendere i suoi prodotti basati su Objective C.
Stepstone dichiarò il suo fallimento nel 2002.